# 콘스탄틴 (드라마)
콘스탄틴(영어: Constantine)은 NBC에서 방영했던, 버티고에서 발행한 헬블레이저 시리즈를 원작으로 한 미국의 드라마이다. 이 시리즈에서 맷 라이언이 존 컨스턴타인(/ˈkɒnstəntaɪn/)를 연기했다. 파일럿 에피소드는 닐 마셜이 촬영하며 각본은 데이비드 S. 고이어가 맡았다. 2014년 10월 24일부터 2015년 2월 13일까지 방영되었다.

## 배역
- 맷 라이언 - 존 컨스턴타인
- 루시 그리피스 - 리브 애버딘
- 해럴드 페리노 - 매니
- 찰스 핼퍼드 - 채스 챈들러

## 같이 보기
- 콘스탄틴 (영화)